# Parti du renouveau social
Pour l’article homonyme, voir Parti du renouveau social (Angola).
Le Parti du renouveau social (portugais : Partido da Renovação Social, abrégé PRS) est un parti politique de la Guinée-Bissau. C'est l'un des principaux partis du pays.

## Histoire

### Années 1990
La démocratie multipartite a été introduite en Guinée-Bissau par le Parti africain pour l'indépendance de la Guinée et du Cap-Vert (PAIGC) au pouvoir en mai 1991, et le PRS a été créé le 14 janvier 1992 par Kumba Ialá, un ancien membre du PAIGC.
Kumba Ialá était le candidat présidentiel du parti aux élections générales de 1994. Il a obtenu 22% des voix au premier tour le 3 juillet 1994, progressant vers le second tour. Bien que les autres partis d'opposition se soient unis derrière lui, il a perdu face au président sortant João Bernardo Vieira par une faible marge de 52% à 48%,. Lors des élections législatives, le PRS a obtenu 10,3 % des voix et remporté 12 sièges, devenant ainsi le troisième plus grand parti à l'Assemblée populaire nationale.
Après la destitution de João Bernardo Vieira le 7 mai 1999, le gouvernement de transition dirigé par Malam Bacai Sanhá a organisé de nouvelles élections. Kumba Ialá s'est présenté comme candidat du PRS à la présidence pour la deuxième fois, devenant le principal candidat au premier tour. Au deuxième tour, il a battu Sanhá par 72% à 28%, devenant ainsi le premier président non issue du PAIGC du pays. Le PRS est également devenu le plus grand parti de l'Assemblée populaire nationale, remportant 38 des 102 sièges, tandis que le PAIGC a également été battu par le Mouvement de résistance de Guinée-Bissau-Bafatá. Le PRS a nommé Caetano N'Tchama Premier ministre en janvier 2000.

### Années 2000
Ialá a démissionné de son poste de président du PRS en mai 2000, bien qu'il ait continué à jouer un rôle influent dans le parti. Le Premier ministre Alamara Nhassé a été élu chef du parti en janvier 2002 lors d'une convention du PRS. Cependant, à la suite de son limogeage en tant que Premier ministre plus tard dans l'année, il a démissionné de son poste de chef du parti et a été remplacé par Alberto Nan Beia.
Le temps du PRS au pouvoir a été caractérisé par une mauvaise situation économique et une instabilité politique. Ialá, accusé par les critiques d'être erratique et d'avoir des tendances autocratiques, a dissous le parlement en novembre 2002, mais les élections anticipées qui devaient se tenir en février 2003 ont été retardées à plusieurs reprises, jusqu'à ce que Ialá soit évincé lors d'un coup d'État dirigé par Veríssimo Correia Seabra le 14 septembre. 2003. Le gouvernement militaire de Seabra a choisi le secrétaire général du PRS, Artur Sanhá, pour devenir Premier ministre d'un gouvernement de transition, avec Henrique Rosa comme président ; ils ont prêté serment le 28 septembre. Sanhá a pris ses fonctions malgré l'opposition de 15 des 17 partis politiques impliqués, qui ont déclaré que le Premier ministre devrait être indépendant.
Les élections législatives de 2004 ont été remportées par le PAIGC, qui a remporté 45 des 100 sièges ; le PRS est devenu le deuxième parti le plus fort de l'Assemblée populaire nationale avec 35 sièges. Le PRS a accepté de soutenir le PAIGC au parlement en échange d'un certain nombre de postes importants, bien qu'il n'ait obtenu aucun ministre au sein du gouvernement. Ialá a été libéré de l'assignation à résidence peu de temps avant les élections et en mars 2005, il a été nommé par le PRS comme son candidat à l'élection présidentielle cette année-là. Cependant, il a terminé à la troisième place du premier tour, ne parvenant pas à se qualifier pour le second tour, disputé par Sanhá et Vieira. Ialá et le PRS ont protesté contre le résultat du premier tour, affirmant avoir en fait reçu le plus de votes, mais Ialá a ensuite accepté le résultat, tout en prétendant toujours avoir reçu le plus de votes, et a approuvé Vieira pour le second tour,. Après l'entrée en fonction de Vieira le 1er octobre 2005, une crise au sein du PAIGC a conduit à plusieurs scissions qui ont fait du PRS le plus grand parti au parlement.
Le 12 novembre 2006, Ialá a été réélu à la tête du PRS lors du troisième congrès du parti, avec environ 70% des voix; l'ancien leader, Nan Beia, a reçu 20 %. Sa victoire est cependant contestée par ses adversaires au sein du parti.
En mars 2007, le PRS a formé une alliance tripartite avec le PAIGC et le Parti social-démocrate uni, alors que les trois partis cherchaient à former un nouveau gouvernement. Cela a conduit à un vote de censure réussi contre le Premier ministre Aristides Gomes et à sa démission plus tard dans le mois; le 9 avril, les trois partis ont nommé Martinho Ndafa Kabi du PAIGC au poste de Premier ministre, le président Vieira l'ayant nommé à ce poste. Le 17 avril, un nouveau gouvernement a été nommé, composé de ministres des trois partis.
En mai 2007, à la suite d'un recours en annulation du troisième congrès ordinaire par une faction du PRS opposée à Ialá, le tribunal régional de Bissau a annulé les résolutions du congrès et écarté Ialá de la direction du parti. Cependant, le 23 août 2007, la Cour suprême de Guinée-Bissau a annulé cette décision et rétabli Ialá à la direction du parti.
Des membres du PRS ont été inclus dans le gouvernement dirigé par Carlos Correia, qui a été nommé le 9 août 2008 . Le gouvernement était dominé par les loyalistes de Vieira et les membres du PAIGC , mais le PRS a reçu cinq des 28 postes ministériels.
Les élections législatives de novembre 2008 ont vu le PRS remporter 28 sièges, restant le deuxième parti derrière le PAIGC. Lors de l'élection présidentielle de 2009, Ialá a perdu contre Malam Bacai Sanhá lors du second tour.

### Années 2010
Ialá a terminé à la deuxième place du premier tour de l'élection présidentielle de 2012, mais un second tour entre lui et Carlos Gomes Júnior du PAIGC n'a pas eu lieu à la suite d'un coup d'État militaire. Ialá est décédé peu avant les élections de 2014.
Les élections de 2014 ont vu le parti nommer Abel Incanda comme candidat à la présidence, mais il a terminé quatrième au premier tour avec 7 % des voix. Cependant, le PRS a remporté 41 des 102 sièges à l'Assemblée populaire nationale, restant le deuxième parti après le PAIGC.

## Résultats électoraux

### Élections législatives
| Année | Voix    | %     | Rang | Sièges   | Gouvernement |
| ----- | ------- | ----- | ---- | -------- | --- |
| 1994  | 29 957  | 12,30 | 4e   | 12 / 100 | Opposition |
| 1999  |         |       | 1er  | 38 / 102 | Gouvernement |
| 2004  | 113 656 | 26,50 | 2e   | 35 / 100 | Gouvernement |
| 2008  | 115 755 | 25,21 | 2e   | 28 / 102 | Opposition |
| 2014  | 180 432 | 30,76 | 2e   | 41 / 102 | Pereira (2014-2015), Djá I (2015), opposition (2015-2016), Djá II (2016), Embaló (2016-2018), Gomes II (2018-2019) |
| 2019  | 127 104 | 21,10 | 2e   | 21 / 102 | Opposition (2019-2020), Nabiam I (2020-2022)                                                                       |
| 2023  | 100 429 | 14,98 | 3e   | 12 / 102 | Martins |